# Nosorożec południowy
Nosorożec południowy (Ceratotherium simum simum) – podgatunek nominatywny nosorożca białego.

## Występowanie
Północne RPA, Mozambik, Eswatini, Botswana, Zimbabwe, południowa Zambia i południowa Angola.

## Wygląd zewnętrzny
Nosorożec południowy różni się od swojego północnego krewnego budową przedniego rogu. Zakrzywia się on lekko do tyłu, nie do przodu. Nosorożec południowy posiada także szeroką wargę górną, która służy mu do skubania trawy. Skóra jest szara (nie biała), dość gruba i chroni zwierzę przed atakami drapieżników. Palce są zakończone charakterystycznymi kopytkami.

## Tryb życia
Nosorożce południowe prowadzą samotny tryb życia, czasami łączą się w niewielkie grupy rodzinne.

### Dieta
Żywi się głównie trawą, dietę uzupełnia nisko rosnącymi gałęziami drzew, krzewami i ostami.

### Środowisko
Preferuje sawanny ze względu na dietę.

### Zachowanie
Nosorożce białe są mniej agresywne niż nosorożce czarne. Za dnia ukrywają się w cieniu, aby nie przegrzać organizmu, najbardziej aktywne są wieczorem i wczesnym rankiem. Często tarzają się w błocie, które później zasycha i tworzy barierę, która chroni zwierzę przed krwiopijnymi owadami.

### Rozmnażanie
Samica rodzi jedno młode po 16 miesiącach i nie rozmnaża się przez następne 2 lata. Samce osiągają dojrzałość płciową w wieku 10–12 lat, samice już w wieku 4 lub 5 lat.

### Wrogowie
Nosorożec południowy praktycznie nie ma wrogów poza człowiekiem. W XX wieku był uważany za całkowicie wymarłego, jednak w Parku KwaZulu-Natal w Południowej Afryce odnaleziono 50 osobników, które objęto ochroną. Udało się uratować południowy podgatunek nosorożca białego przed wyginięciem. Młode mogą paść łupem lwa, hieny lub lamparta.

## W niewoli

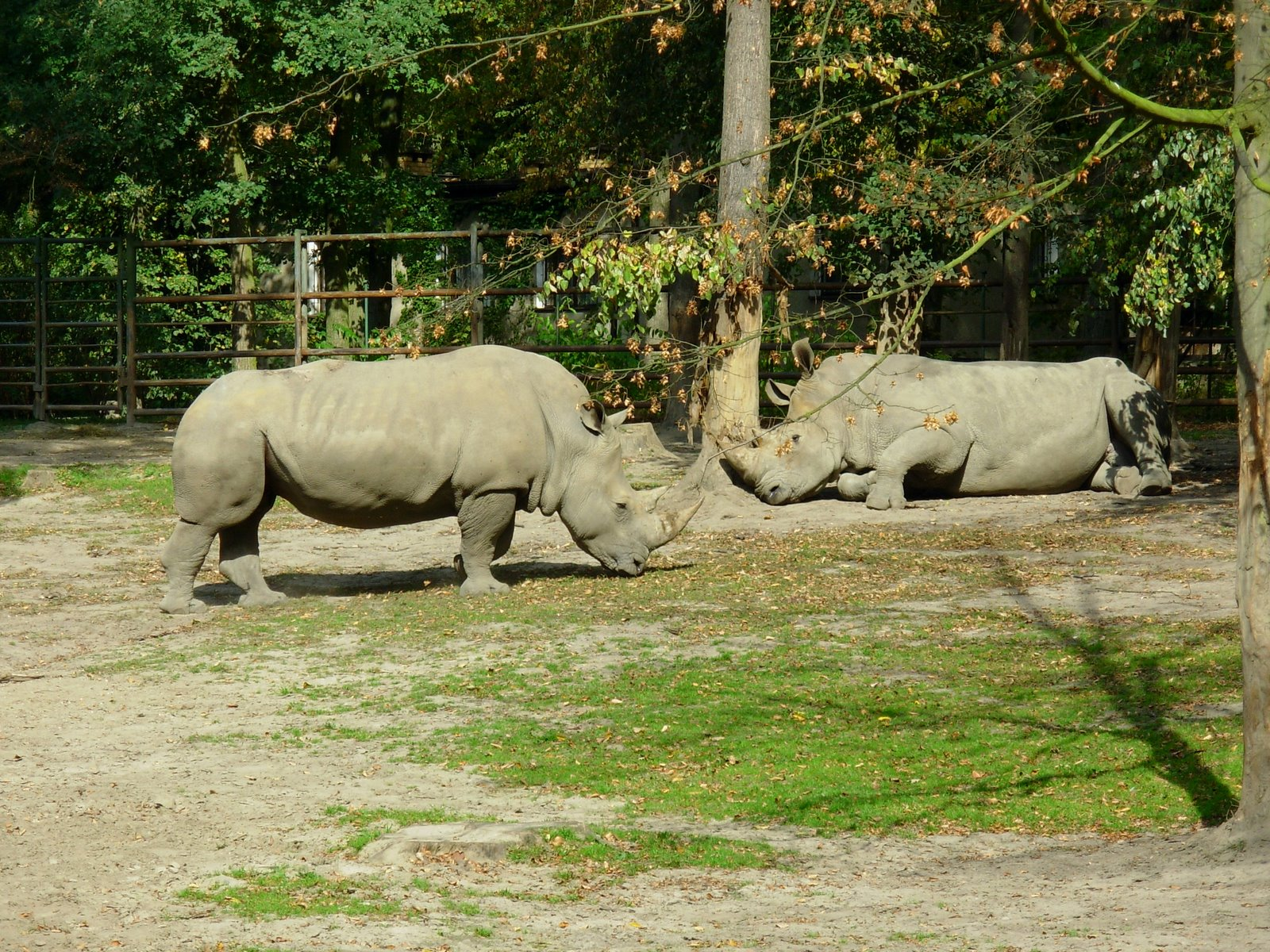
Nosorożce białe południowe w Nowym Zoo w Poznaniu

Są spotykane w licznych ogrodach zoologicznych, także w Polsce. Można je zobaczyć w Nowym Zoo w Poznaniu.